# 井上日召

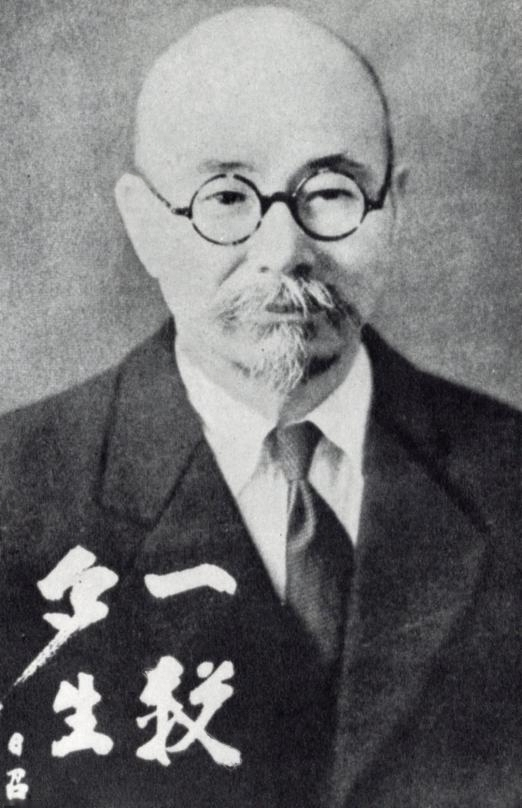
井上日召

井上日召（1887年4月12日—1967年3月4日），日本政治活動家。:6
他從1930年開始計畫成立極端民族主義組織血盟團:214，1932年血盟團正式成立，以殺害當時日本政經菁英為目標。在他的策畫下，血盟團于1932年暗殺了日本首相犬養毅等人。
著有自傳《一人一殺》（原名《日召自傳》）。